# Tribunale di appellazione
Il tribunale di appellazione è stato un tribunale per l'amministrazione della giustizia civile dello Stato Pontificio esistito tra il 1816 ed il 1870.
Il tribunale di appellazione costituiva il secondo livello della giustizia civile pontificia, poiché consentiva l'appellazione, appunto, rispetto alle sentenza emanate dai tribunali di prima istanza.
In tutto lo Stato esistevano solo quattro tribunali di appellazione: uno ciascuno a Bologna e Macerata e due a Roma.
I tribunali di appellazione di Bologna e Macerata erano costituiti da sette giudici più due aggiunti; disposizione del tutto particolari erano stabilite per il tribunale dell'Alta Camera e per il tribunale della Rota Romana.
Era consentito a tutti i litiganti deferire ad uno dei due tribunali di Roma, purché le parti in causa fossero d'accordo nel procedere a questa richiesta.

## Competenza territoriale
| Sede     | Sede                        | Delegazioni di competenza                                                              |
| -------- | --------------------------- | -------------------------------------------------------------------------------------- |
| Bologna  | Bologna                     | Bologna, Ferrara, Ravenna, Forlì                                                       |
| Macerata | Macerata                    | Macerata, Urbino e Pesaro, Ancona, Fermo, Ascoli, Camerino                             |
| Roma     | Tribunale dell'Alta Camera  | Comarca di Roma, Perugia, Spoleto, Rieti, Viterbo, Civitavecchia, Frosinone, Benevento |
| Roma     | Tribunale della Rota Romana | Comarca di Roma, Perugia, Spoleto, Rieti, Viterbo, Civitavecchia, Frosinone, Benevento |